# Bijtschildpad
De bijtschildpad, ook wel gewone bijtschildpad of bijtchelydra (Chelydra serpentina) is een schildpad uit de familie van de bijtschildpadden (Chelydridae).
Het is met een schildlengte tot vijftig centimeter en een totale lengte van ongeveer een meter een van de grootste zoetwaterschildpadden. De bijtschildpad heeft een enorme kop die ver kan worden uitgestoken door de lange nek. Met name bij jongere dieren zijn rijen bulten aanwezig op het rugschild die bij de volwassenen vervagen. De staart is voorzien van een dubbele rij opstaande schubben.
De bijtschildpad komt voor in delen van Noord- en Midden-Amerika en leeft in gematigde tot subtropische streken. De habitat bestaat uit permanente wateren zoals moerassen en grotere rivieren. Het is een sterk aan water gebonden soort die bijna onafgebroken in het water leeft. Alleen om de eieren af te zetten, te migreren naar andere wateren en soms om te paren wordt het land betreden.
De bijtschildpad is een omnivoor die leeft van kleine waterdieren, planten en aas maar kan ook wel grotere dieren buitmaken als de kans zich voordoet. De schildpad laat zich niet benaderen en gedraagt zich met name op het land agressief en is dan erg bijterig. De bijtschildpad is wat betreft de gevolgen van een beet bij de mens een erg beruchte soort die vingers en tenen kan amputeren.

## Naam en indeling
De bijtschildpad dankt zijn Nederlandstalige naam aan het agressieve gedrag waarbij de schildpad fel van zich af bijt. Ook in andere talen wordt de soort hiernaar vernoemd, zoals het Spaans (tortuga mordedora), het Duits (schnappschildkröte), het Frans (tortue serpentine) en het Engels (snapping turtle).

### Wetenschappelijke naam
De wetenschappelijke naam van de soort werd voor het eerst voorgesteld door Carl Linnaeus in 1758, in de tiende editie van Systema naturae. Oorspronkelijk werd de wetenschappelijke naam Testudo serpentina gebruikt. De soort werd eerder aan niet langer erkende geslachten toegekend, zoals Chelonura en Emysaura. De soort is daarnaast onder verschillende verouderde namen beschreven, zoals Testudo longicauda (Shaw, 1831), Chelydra lacertina (Schweigger, 1812), Chelydra emarginata (Agassiz, 1857) en Devisia mythodes (Ogilby, 1905). De voormalige ondersoort Chelydra serpentina osceola wordt tegenwoordig niet meer erkend.
De wetenschappelijke naam verwijst naar de slang-achtige nek van de schildpad, al is deze in rust ingetrokken en niet te zien. De geslachtsnaam Chelydra is gebaseerd op het Grieks (kheludros) en is een samentrekking van de Oudgriekse woorden χέλυς, chelus en ὕδρος, hudros, wat 'schildpad-slang' betekent. De soortnaam serpentina is het Latijnse woord voor 'slangachtig'. Twee voormalige ondersoorten worden sinds recentelijk (2007) als volwaardige soort gezien: Chelydra acutirostris en Chelydra rossignonii.

### Indeling

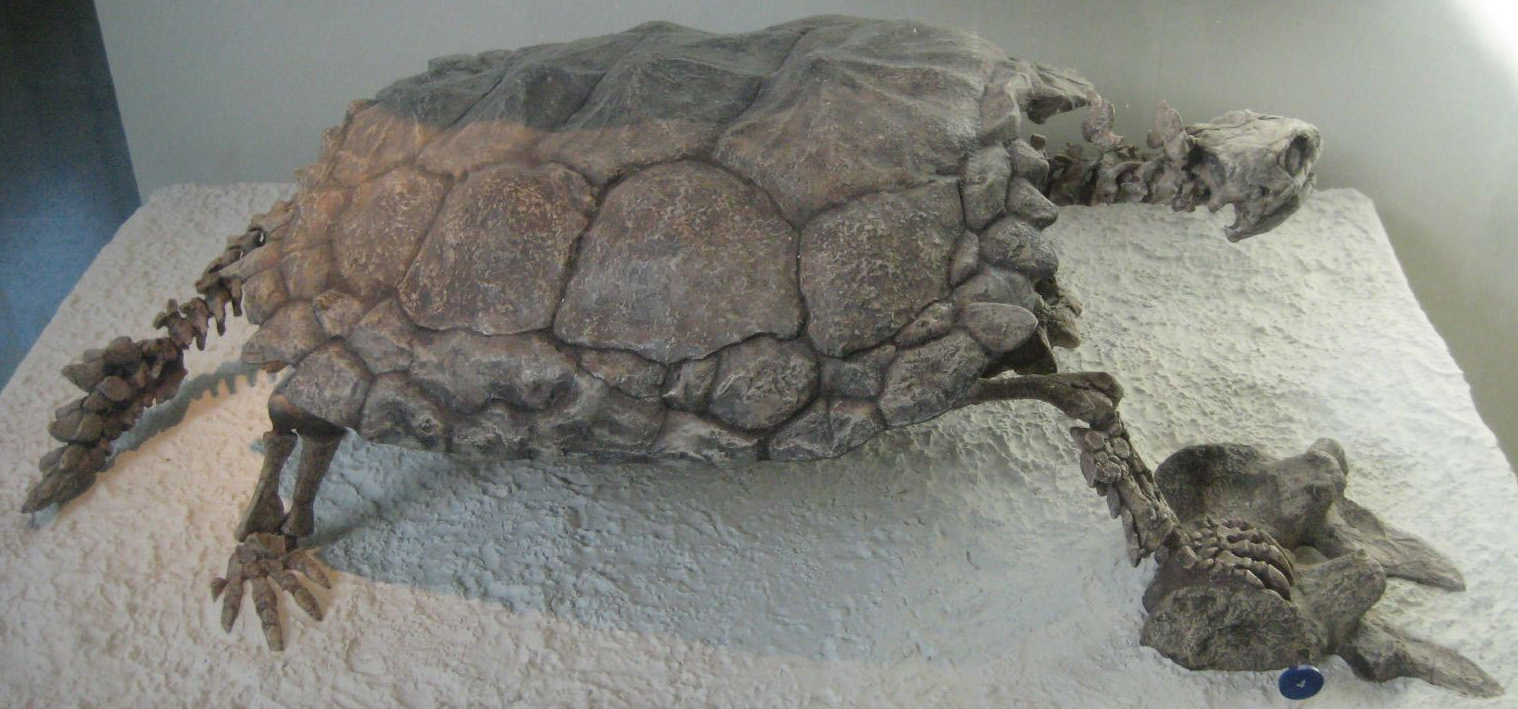
Proganochelys is een uitgestorven verwant van de bijtschildpad.

De bijtschildpad behoort tot de schildpaddenfamilie die bijtschildpadden of soms wel grootkopschildpadden worden genoemd, de wetenschappelijke naam van de groep is Chelydridae. Deze familie telt vele soorten, maar de meeste zijn alleen bekend als fossiel en zijn al lange tijd uitgestorven. Lange tijd waren de bijtschildpad en de alligatorschildpad (Macrochelys temminckii) de enige nog levende vertegenwoordigers, deze laatste soort leeft in een deel van het verspreidingsgebied van de bijtschildpad. Tegenwoordig zijn er in beide geslachten meerdere moderne soorten erkend, waardoor in veel literatuur de verouderde situatie wordt vermeld.

### Evolutie
De bijtschildpad is ontstaan in het Pleistoceen in Noord-Amerika, de verwante alligatorschildpad is ouder en is bekend vanaf het Mioceen. In vroeger tijden kwamen de bijtschildpadden in een veel groter gebied voor, fossiele resten van verwante soorten zijn gevonden tot in Europa. Een voorbeeld van een soort die vroeger in andere continenten voorkwam is Chelydropsis uit het Oligoceen, die leefde in Europa, Azië en mogelijk tot in Afrika.

## Uiterlijke kenmerken

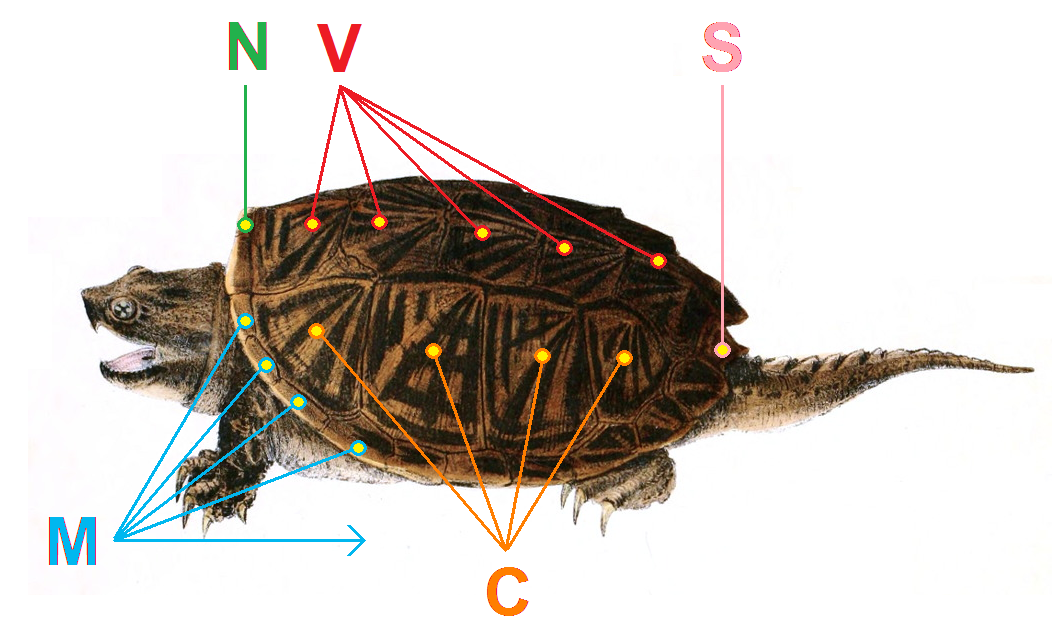
Schildplaten van het rugschild

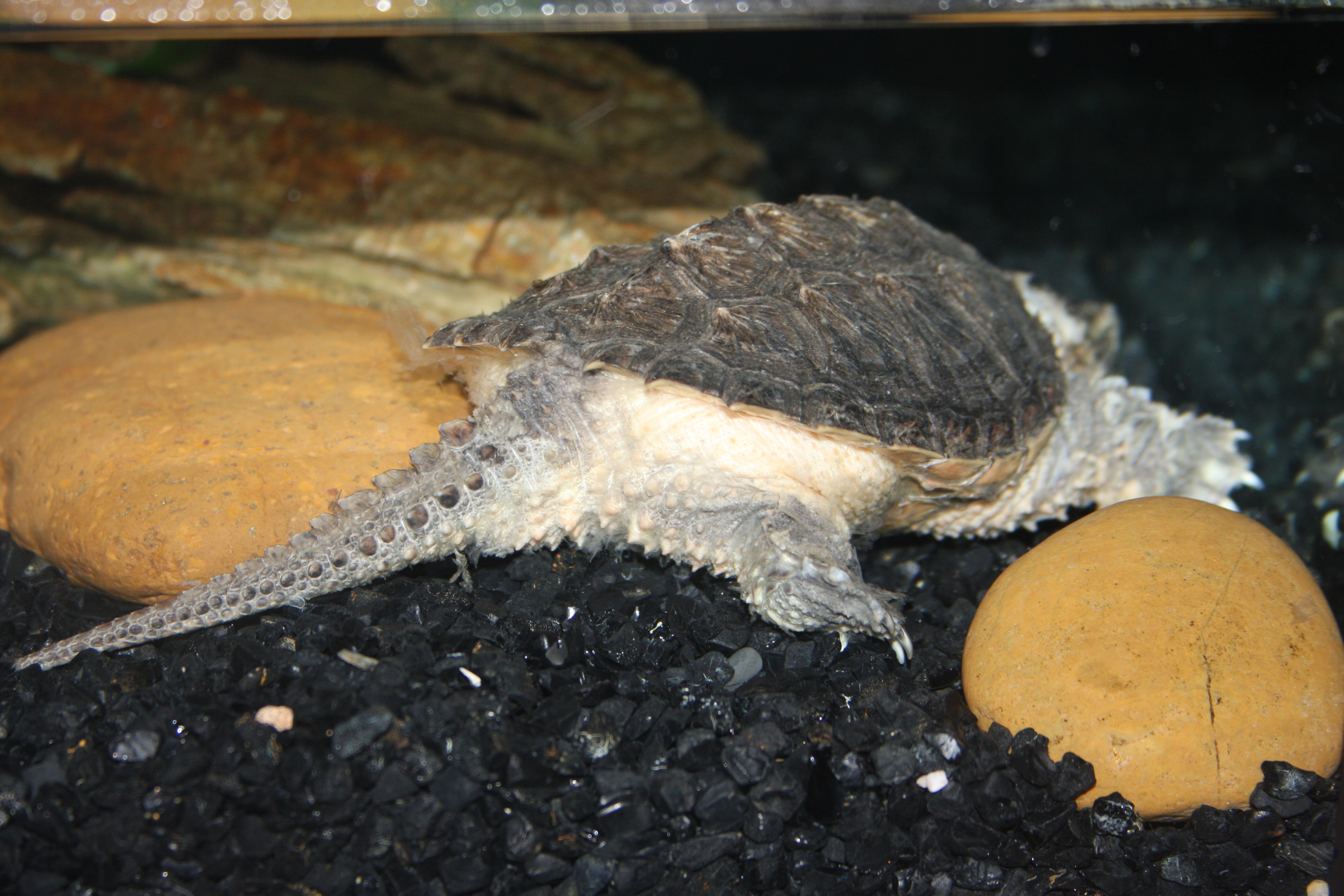
Achterzijde met klauwendragende poten en van rijen schubben voorziene staart

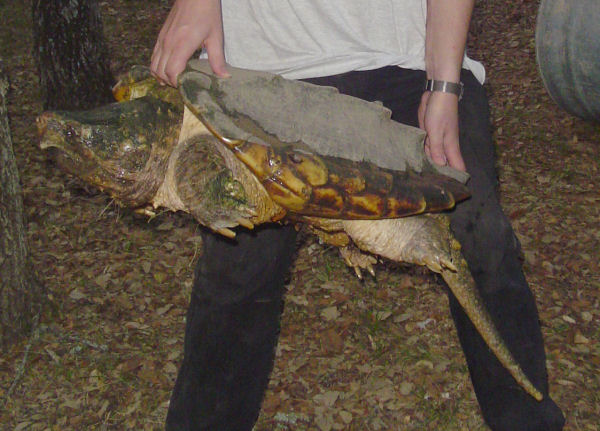
De alligatorschildpad heeft een grotere kop, een bulterig schild en een gladde staart.

De bijtschildpad is een grote, grof gebouwde schildpad, met stevige, korte poten en een lange, dikke staart. De kop is opvallend groot en grof gebouwd, en kan net als de poten niet in het schild worden geborgen. Het rugschild of carapax wordt maximaal 50 centimeter lang en het gewicht is dan bijna 30 kilo. Alleen mannetjes worden echter zo lang, de vrouwtjes blijven aanzienlijk kleiner. Het langst beschreven exemplaar had een carapaxlengte van 50,3 centimeter.

### Kop
De kop van de schildpad is groot en driehoekig van vorm, de bek kan ver worden opengesperd. De randen van de bek zijn verhoornd, de randen zijn lichter van kleur en hebben donkere strepen. De bek is erg scherp, in combinatie met de stevige kaakspieren kan de schildpad zeer krachtig bijten. De bijtkracht van een groter exemplaar kan 500 kilogram per cm² bedragen. Aan de voorzijde van de bovenkaak is een snavelachtige, omlaag gekromde punt aanwezig. Aan de bovenzijde van deze punt zijn de neusgaten gepositioneerd. De ogen zijn aan de bovenzijde van de kop geplaatst en zijn relatief klein, de pupil is zwart, de iris is gevlekt en heeft een stervormig patroon van donkere strepen. De kleur van de kop is donkerder dan de huid van de poten en staart, en vooral in de nek zijn bij oudere dieren vele kleine uitsteekseltjes zichtbaar.
Aan de onderzijde van de kop zijn twee kleine, langwerpige uitsteekseltjes zichtbaar, deze worden de baarddraden genoemd. Baarddraden komen ook voor bij andere dieren zoals vissen, de structuren hebben een tastzintuiglijke functie.

### Schild
Het rugschild wordt wel de carapax genoemd en is erg groot en stevig. Het schild verandert naarmate de schildpad ouder wordt; heel jonge exemplaren die net uit het ei kruipen hebben een stekelige bovenzijde van het schild. Het schild is voorzien van verharde bultjes, de hoornplaten aan de achterzijde hebben doorn-achtige, naar achteren wijzende punten. Sommige juveniele exemplaren hebben gele tot rode, straalsgewijze vlekjes op het schild. Jonge dieren hebben ook drie duidelijke opstaande lengterichels of kielen aan de bovenzijde van het schild. Al deze juveniele kenmerken verdwijnen naarmate de schildpad ouder wordt. Bij subadulte exemplaren zijn de vlekjes en kielen meestal verdwenen, wel zijn nog de bultjes aanwezig maar ook deze verdwijnen en volwassen exemplaren hebben een gladde bovenzijde van het schild. Bij exemplaren van sommige populaties blijven echter gekleurde vlekjes aanwezig.
De schildplaten aan de bovenzijde van het rugschild bestaan uit verschillende soorten platen, de plaat aan de voorzijde van het schild wordt de nekplaat of nuchale plaat genoemd. De uit vijf platen bestaande schildenrij op het midden van de bovenzijde van het schild worden de vertebrale schilden of ribschilden genoemd en de rijen schilden aan weerszijden zijn vier costale schilden of costalen. Aan de achterzijde van het schild zijn boven de staart twee anale schilden of supracaudale schilden gelegen. Rondom de rand van het schild is een rij van 22 smalle, kleinere platen aanwezig die de marginale platen worden genoemd.
De schildkleur is groen tot bruin of donkerder tot bijna zwart. In het wild levende dieren krijgen naarmate ze ouder worden steeds meer aangroei van planten en algen op het schild, zodat hun natuurlijke kleur niet meer te zien is.
Het buikschild of buikschild of buikschild is bij de bijtschildpad opvallend klein en heeft een duidelijke kruisvorm. Dit laat een grote bewegingsvrijheid toe van de kop en de poten. Het buikschild is aan weerszijden verbonden met het rugschild door een smalle benen brug, het buikschild is in de lengte veel smaller dan bij de meeste schildpadden waardoor het lijkt alsof de schildpad te groot is voor zijn schild. De plastronformule is als volgt: an >< hum > pect > fem > intergul > abd.

### Poten en staart
De poten zijn breed, kort en stomp en eindigen in verbrede klauwen die voorzien zijn van duidelijke zwemvliezen. De voorpoten dragen vijf grote nagels, de achterpoten vier. Bij heel grote exemplaren zijn de klauwen zo groot als een mensenhand. De klauwen spelen niet alleen een rol bij de voortbeweging, het mannetje gebruikt ze tijdens de paring om op een vrouwtje te klimmen. De staart van de bijtschildpad is opvallend groot en is voorzien van rijen opstaande schubben, die de staart een zaag-achtige zijwaartse aanblik geven en doet denken aan de staart van een krokodil. De staart is een belangrijk geslachtskenmerk; de staart van mannetjes is langer en de anus is duidelijk verder naar achteren geplaatst in vergelijking met een vrouwtje, al is dit verschil alleen aan de onderzijde te zien. Zowel de poten als de staart hebben een geelbruine tot groene kleur.

### Onderscheid met andere soorten
De bijtschildpad is te onderscheiden van de alligatorschildpad (Macrochelys temminckii) doordat deze laatste soort een duidelijk ananas-achtig reliëf op het schild heeft, en de ogen iets meer naar buiten staan. De alligatorschildpad heeft daarnaast een verhoudingsgewijs grotere kop en heeft geen opstaande stekel-achtige schubben op de staart zoals de bijtschildpad. De enige andere schildpad waarmee de bijtschildpad te verwarren is, is de grootkopschildpad (Platysternon megacephalum), die echter ontbreekt in Noord-Amerika en alleen voorkomt in delen van Azië. De grootkopschildpad heeft een kleiner en minder gewelfd schild (tot ongeveer 20 centimeter) en een verhoudingsgewijs veel grotere kop.
De bijtschildpad is moeilijker te onderscheiden van twee voormalige ondersoorten, die vroeger als variaties van de bijtschildpad werden gezien maar tegenwoordig als aparte soorten beschouwd. Deze twee soorten zijn het makkelijkst in het veld te onderscheiden aangezien ze in het zuiden van Noord-Amerika en in Midden-Amerika leven, van Mexico tot Honduras.

## Levenswijze

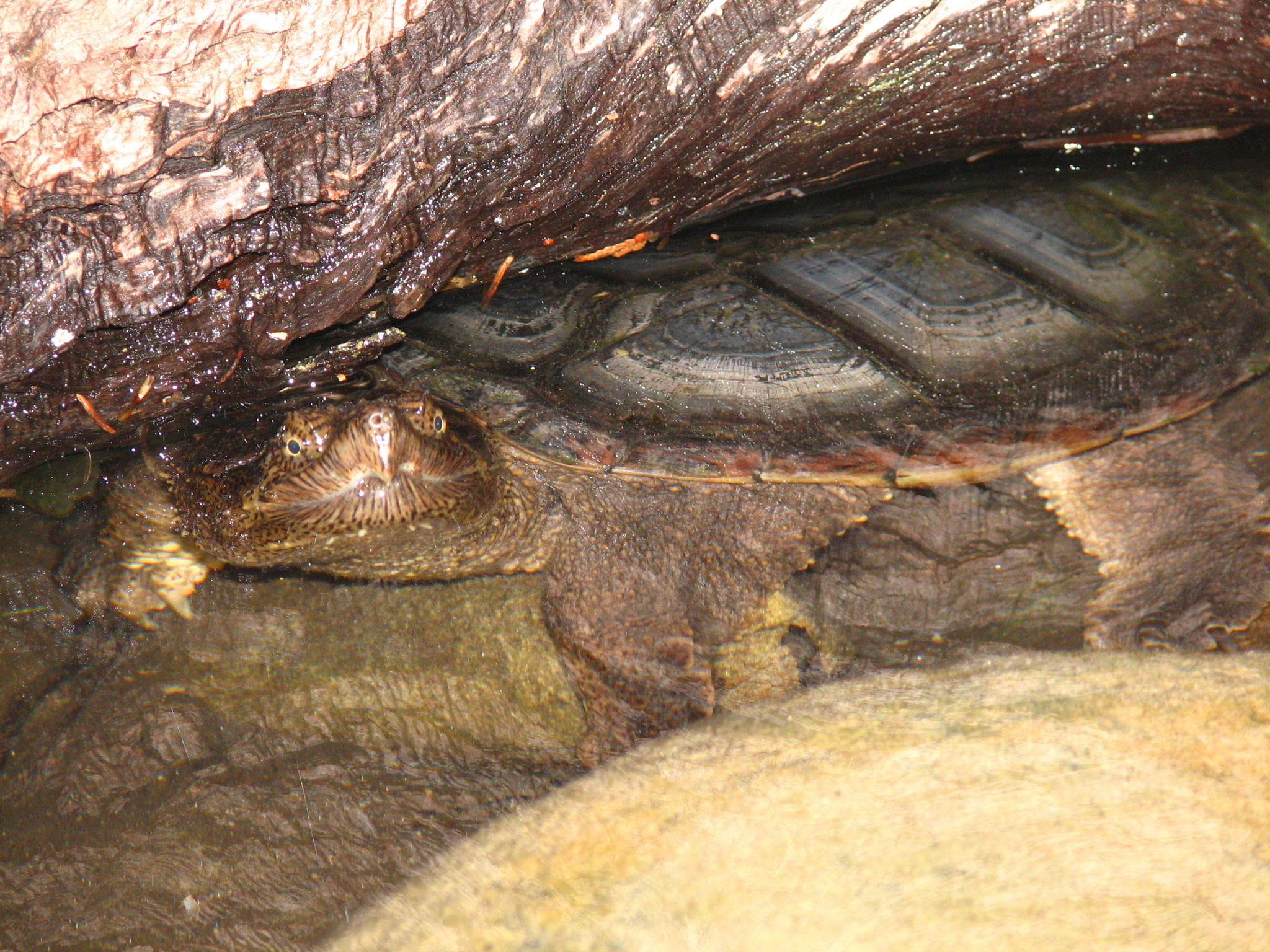
De bijtschildpad houdt zich schuil onder onderwaterobjecten zoals takken en boomstronken.

De bijtschildpad is een typische waterbewoner die in ondiepe wateren leeft of langs de oevers van diepere wateren. Deze oevers mogen niet te steil zijn want de schildpad is ondanks de aquatische levenswijze een slechte zwemmer die in diep water verdrinkt. Snelstromende wateren worden vermeden, alleen stilstaande tot matig stromende wateren zijn geschikt als leefomgeving. Het is een bodembewoner die zich niet zwemmend maar lopend over de bodem voortbeweegt.
De schildpad heeft een grote voorkeur voor wateren met een weelderige onderwatervegetatie of een ruim aanbod aan onderwaterobjecten zoals takken om te onder schuilen. Een modderige of fijne zanderige bodem is een vereiste, de schildpad heeft enige tolerantie voor brak water.
De bijtschildpad komt nooit aan land om te zonnen en leeft bijna permanent onder water. Ze verblijven graag in een modderige bodem van ondiep water. alleen de kop is dan zichtbaar en de lange nek wordt regelmatig uitgestrekt naar het wateroppervlak om adem te halen. Soms wordt de schildpad drijvend aan het wateroppervlak of op een boven het water uitstekend object gezien om zich aan de zon op te warmen. Alleen om eieren af te zetten en soms om te paren komt de schildpad aan land, de eieren worden begraven in een hol dicht bij de oever. Op zoek naar een geschikte nestplaats legt de schildpad indien noodzakelijk enige afstand over land af. Alleen dan kunnen de dieren op wegen en in tuinen worden aangetroffen. Ze zijn daar kwetsbaar en gedragen zich agressief, in het water daarentegen is de schildpad minder schuw en kan tot op enige afstand benaderd worden. Het gedrag van de schildpad wordt verklaard door het feit dat de dieren een grote kop hebben die niet kan worden teruggetrokken in het schild zoals veel andere schildpadden kunnen. Voorbeelden zijn doosschildpadden en klepschildpadden die zich geheel kunnen terugtrekken in hun harde schild. Omdat de bijtschildpad zijn kop niet kan beschermen moet het dier wel van zich af bijten als het met een vijand wordt geconfronteerd. Als de schildpad onder water een gevaar bemerkt, zal het eerder proberen te vluchten dan de aanval te kiezen.

## Voortplanting en ontwikkeling

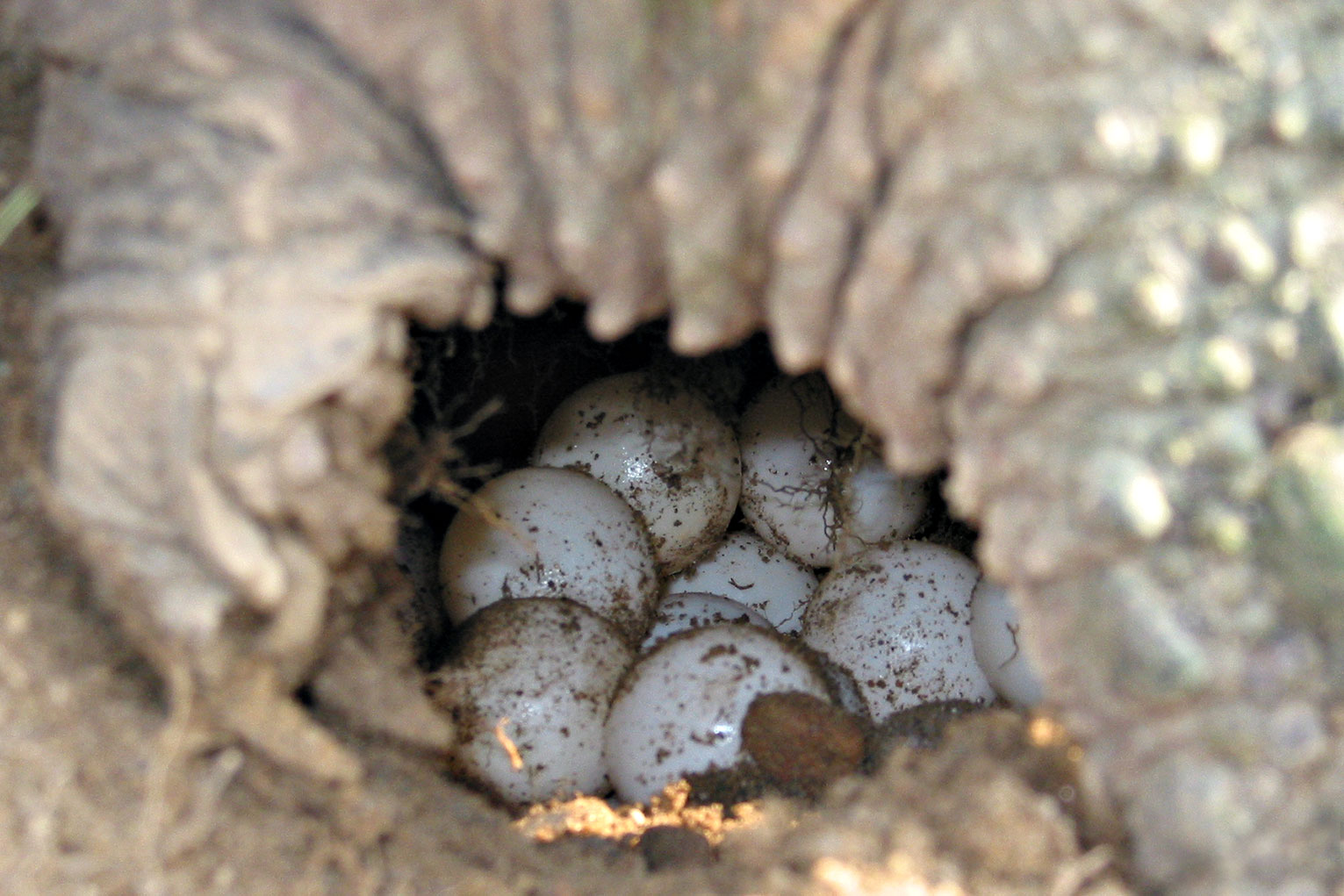
Eieren bij de afzet in het nest

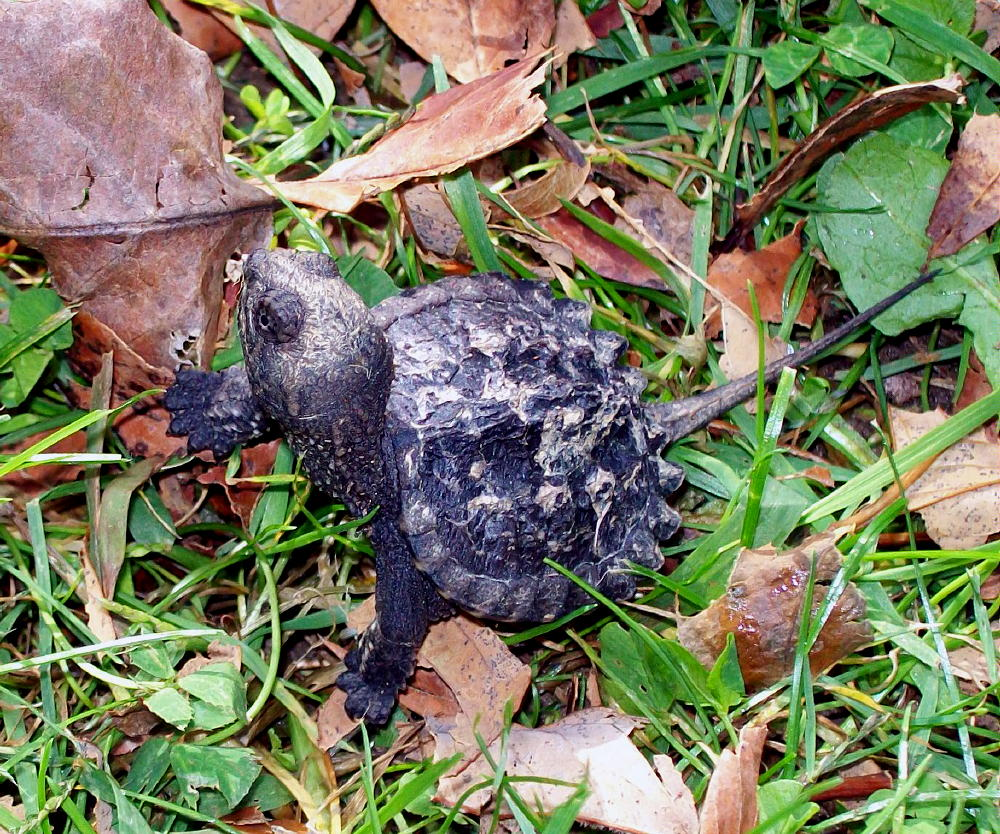
Juvenielen zijn donker en gestekeld.

De voortplantingstijd begint in de lente en alleen gedurende deze tijd zoeken de dieren elkaar op voor de paring.

### Paring
De paring vindt plaats in het water of soms op het land. De paring heeft veel weg van een gevecht, waarbij het mannetje een vrouwtje achtervolgt en ten slotte vastpakt waarna de copulatie plaatsvindt. Het mannetje bijt hierbij het vrouwtje in nek en kop. Na de copulatie en de bevruchting van de eitjes gaat het vrouwtje meestal direct op zoek naar een geschikte afzetplaats voor de eieren. Ze is soms dagen bezig om een geschikte plaats te vinden. De embryo's stoppen korte tijd na de bevruchting met groeien, pas als ze als eitje zijn afgezet in de bodem start de embryonale ontwikkeling.
De vrouwtjes kunnen het sperma echter ook opslaan om het te bewaren voor een later tijdstip. Hierdoor kan het vrouwtje, als ze geen partner kan vinden in het voortplantingsseizoen, toch eieren bevruchten met het eerder opgeslagen sperma.

### Ei
De eieren worden begraven in een ongeveer 10 centimeter diep holletje in het zand dicht bij de oever van het water. Soms worden ook holen van zoogdieren zoals de bisamrat gebruikt. Een vrouwtje is ongeveer anderhalf uur bezig met het graven van het nest waarna de eieren worden afgezet en het hol wordt dichtgegooid om het te verbergen voor roofdieren. De vrouwtjes zetten de eieren meestal steeds af op dezelfde plaats, dit is in de regel een ander gebied dan waar ze zelf leven. Er worden enige tientallen eitjes afgezet per jaar. De volwassen schildpad leeft in wat grotere wateren terwijl de juvenielen de meeste kans maken in kleinere stroompjes waarin zich minder vijanden zoals roofvissen bevinden.
Het ei is wit van kleur de schaal is enigszins perkament-achtig en de poriën waardoor het embryo van zuurstof wordt voorzien zijn duidelijk zichtbaar.. De eieren zijn rond en hebben een doorsnede van ongeveer 2,3 tot 3,3 centimeter. De embryonale ontwikkeling duurt drie tot vier maanden, afhankelijk van de temperatuur. Als de eieren in een te koele omgeving uitkomen, blijven de juvenielen in het nest om te overwinteren en komen pas het volgende voorjaar tevoorschijn.

### Geslachtsbepaling
Net als andere schildpadden kent de bijtschildpad een temperatuurafhankelijke geslachtsbepaling. De embryo's hebben geen geslachtschromosomen maar het geslacht wordt bepaald door de omgevingstemperatuur. Bij een temperatuur van 20 graden Celsius komen alleen vrouwtjes uit het ei, bij een temperatuur van 21 tot 22 graden zowel mannetjes als vrouwtjes en bij een temperatuur van 23 tot 24 graden komen alleen mannetjes ter wereld. Opmerkelijk is dat bij een hogere temperatuur van 25 tot 28 graden zowel mannetjes als vrouwtjes uit het ei kruipen en bij een nog hogere temperatuur boven 29 graden komen alleen vrouwtjes ter wereld. In de praktijk is de temperatuur van de eieren boven in het nest warmer dan die op de bodem van het nest wat de verhouding tussen mannetjes en vrouwtjes beïnvloedt.

### Juvenielen
Als de jonge schildpad tevoorschijn komt heeft het schild een lengte van ongeveer 24 tot 31 millimeter. Pas uitgeslopen juvenielen hebben een zichtbare dooierzak op het buikschild die te herkennen is als een knop-vormige uitstulping. De bovenzijde van de pas uit het ei gekropen schildpadjes is donkerbruin van kleuren heeft drie opstaande kielen, ook is de bovenzijde erg ruw zodat de dieren sprekend op een in het water gevallen blad lijken.
De levensverwachting van de bijtschildpad in het wild is maximaal 47 jaar, maar vermoed wordt dat de dieren in gevangenschap nog veel ouder kunnen worden en een leeftijd van meer dan 70 jaar kunnen bereiken.

Afbeeldingen: nest
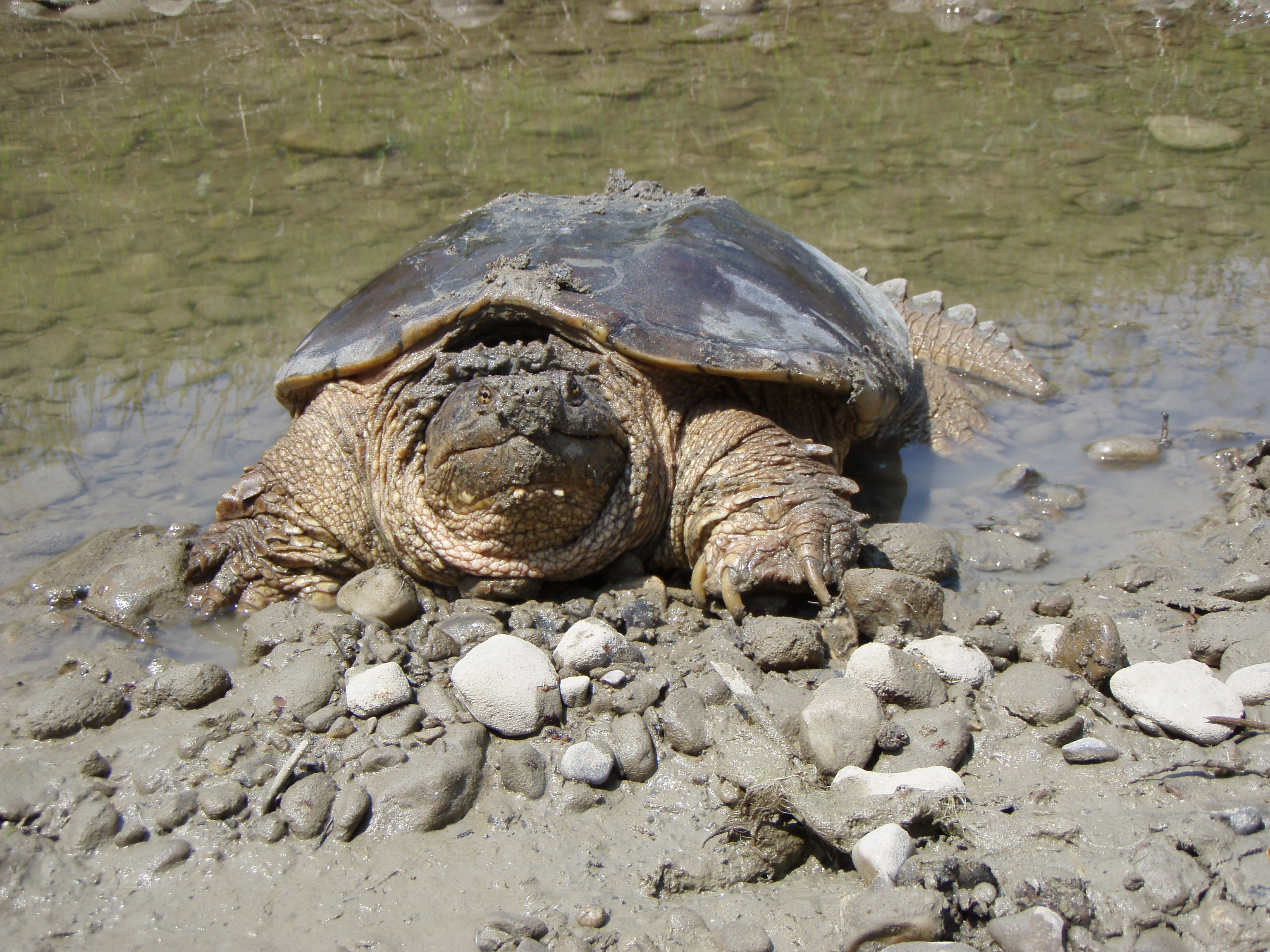
De schildpad verlaat het water.
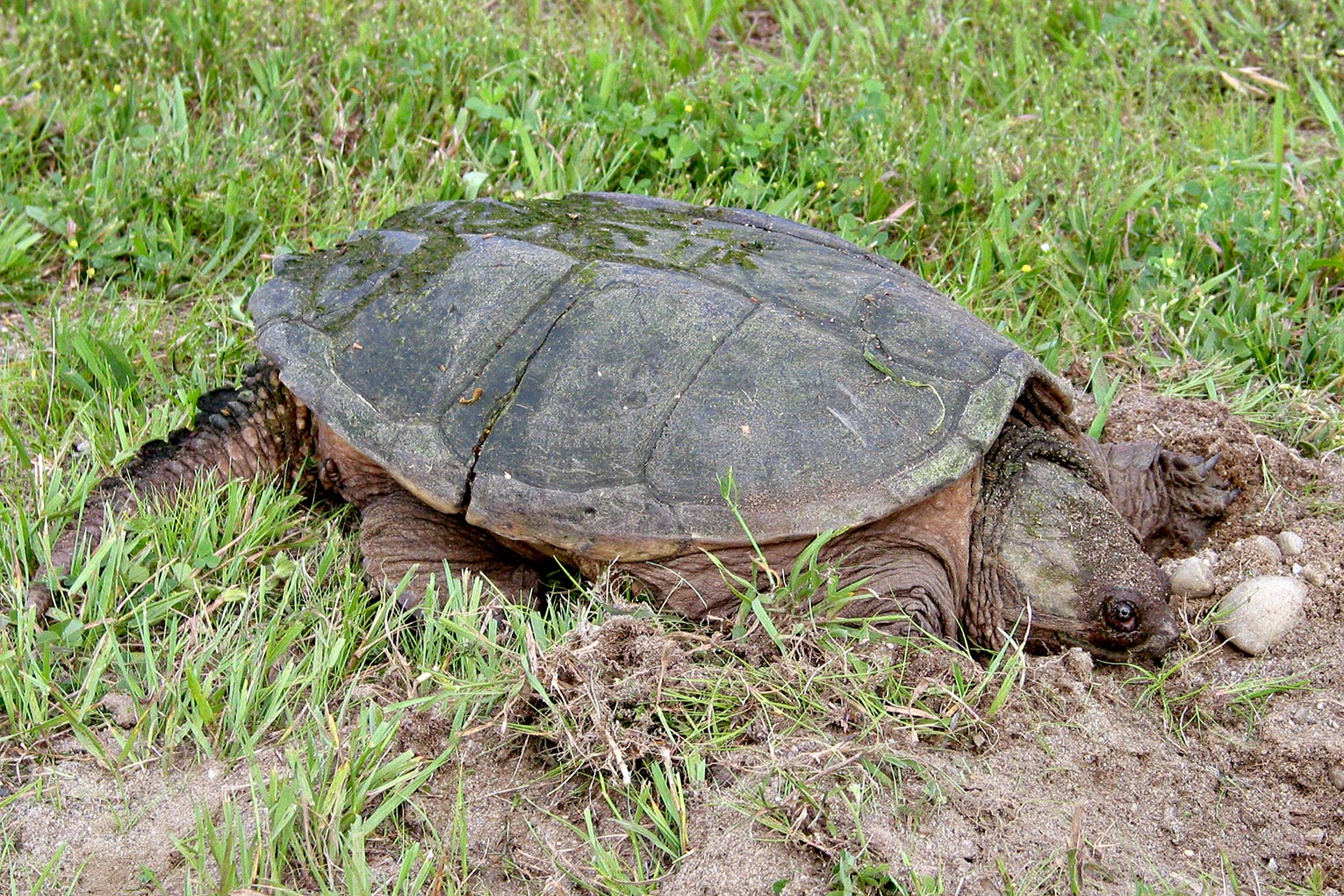
Het nest wordt dicht bij de oever gegraven.
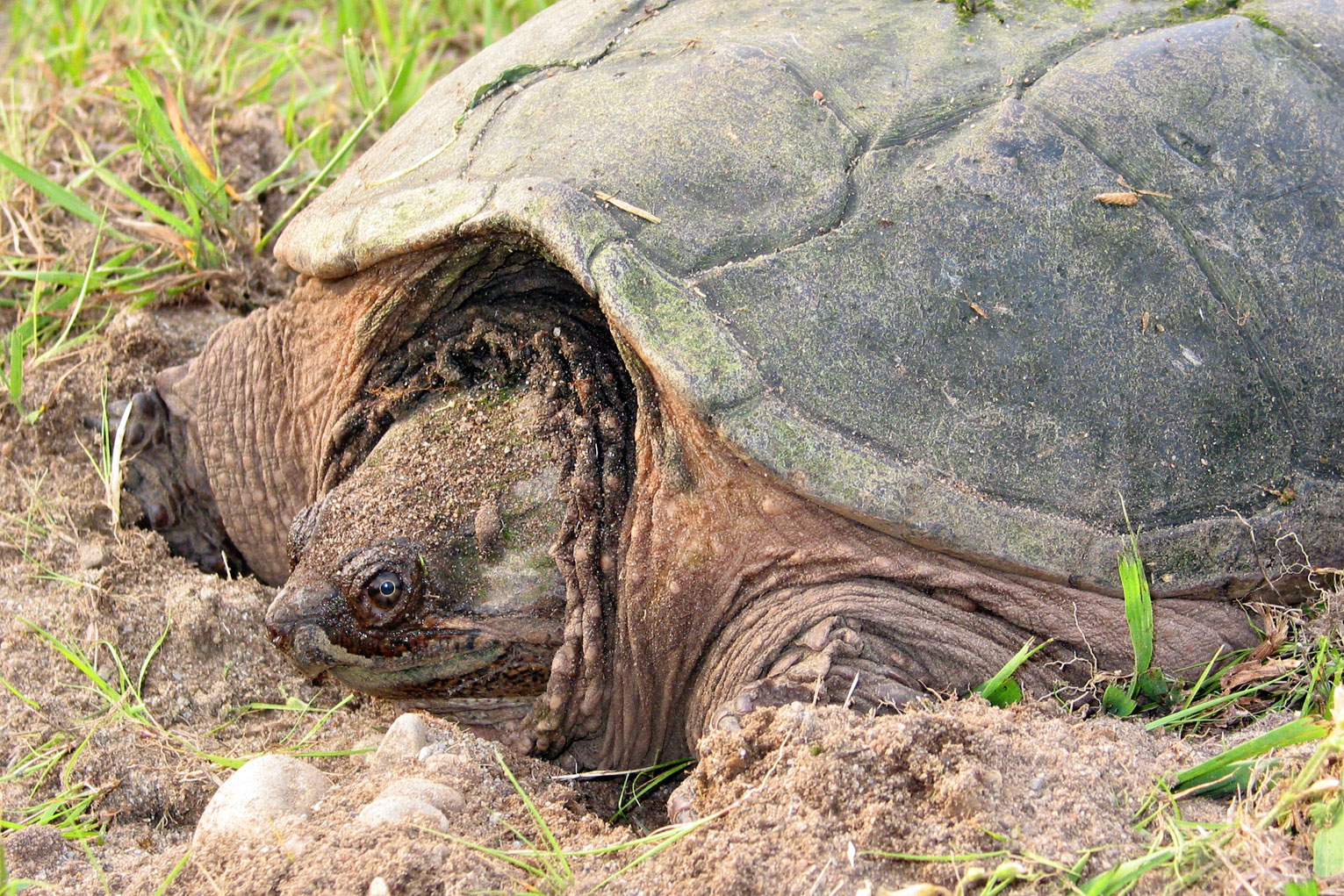
Voornamelijk de achterpoten worden gebruikt.
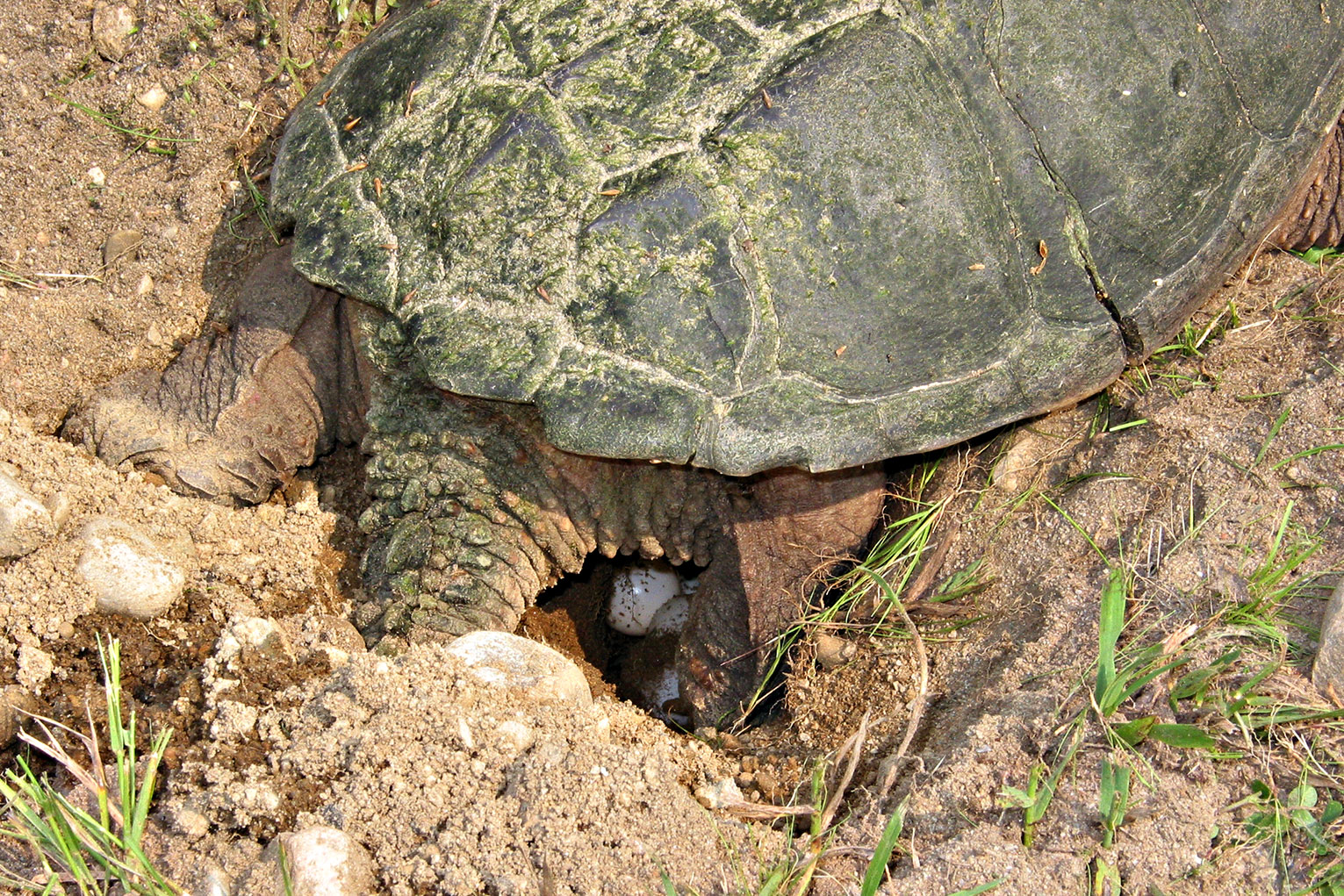
Afzet van eitjes

## Voedsel en vijanden

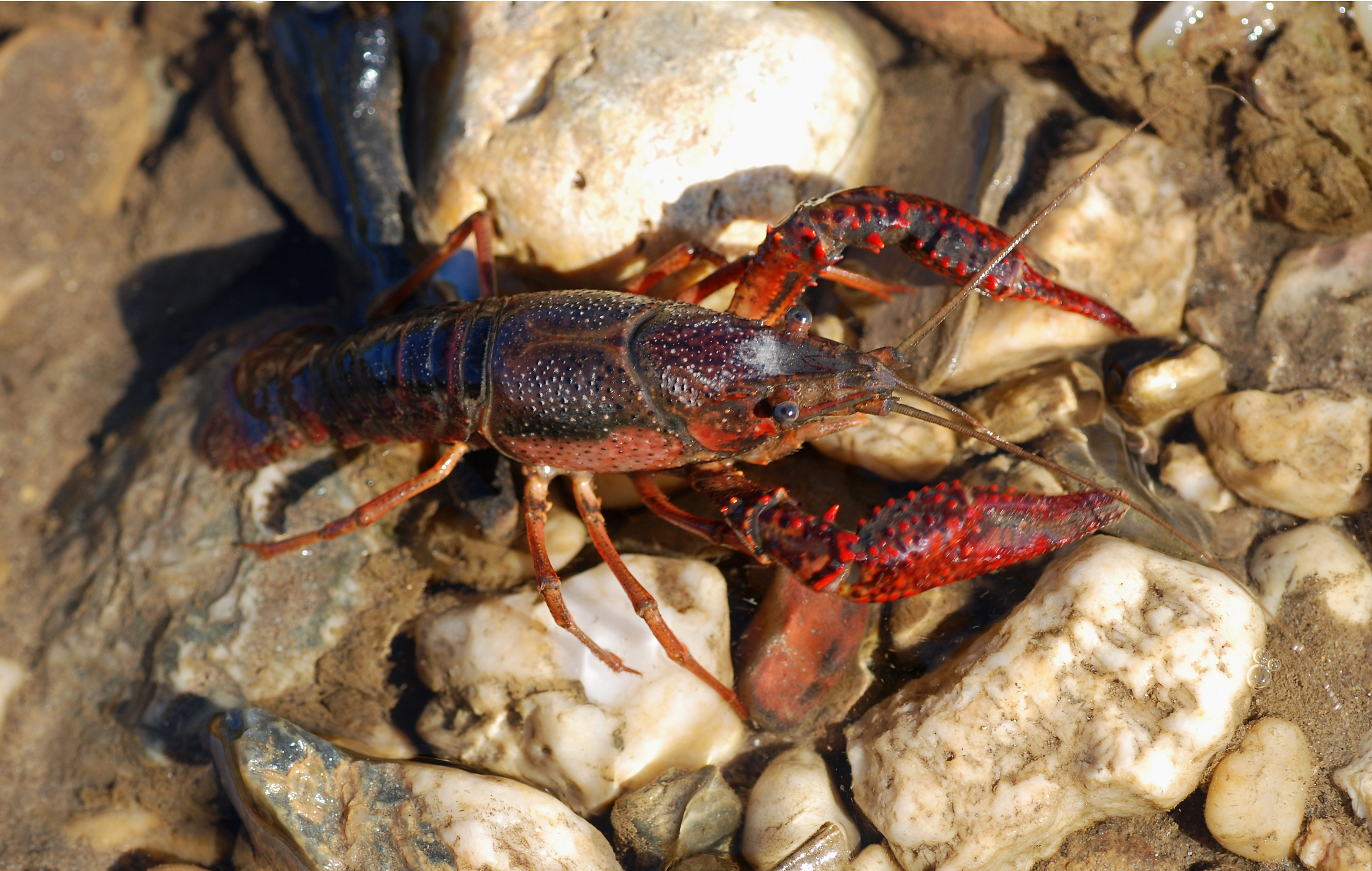
Rivierkreeften zijn een voedselbron van de bijtschildpad.

De bijtschildpad is een omnivoor die alles eet wat in de bek past, zowel plantaardig materiaal als dierlijk materiaal en ook aas wordt gegeten. Het voedsel wordt altijd in het water gezocht, soms worden ook in het water gevallen dieren of op het wateroppervlak zwemmende dieren gegrepen.
De dieren die op het menu staan zijn voornamelijk ongewervelde dieren tot kleine of middelgrote gewervelden. De schildpad eet onder andere slakken, wormen, rivierkreeften, insecten, garnalen, kikkers, vissen, salamanders en kleine reptielen. Zowel kleine slangen als kleinere schildpadden worden gegeten, bij prooien als schildpadden wordt eerst de kop afgebeten. De jachtmethode verandert naarmate de schildpad ouder wordt; jonge exemplaren hebben veel voedsel nodig omdat ze sneller groeien en foerageren actief op zoek naar voedsel terwijl oudere dieren op de bodem liggen en meer vanuit een hinderlaag jagen.
De invloed van de bijtschildpad op watervogels wordt vaak overdreven, uit onderzoek blijkt dat slechts incidenteel een vogel wordt gegeten. In gebieden waar dichte populaties bijtschildpadden voorkomen en ze gemakkelijk bij de zwemmende watervogels kunnen komen, zoals ondiepe wateren met grote aantallen jonge vogels. Er zijn wel regelmatig resten van vogels teruggevonden in bijtschildpadden, maar dit betreft vrijwel altijd jonge eenden zoals de wilde eend (Anas platyrhynchos). In de meeste streken waar de bijtschildpad voorkomt is de negatieve invloed op watervogels geen sprake. Ook wordt soms beweerd dat duikers worden gegeten, dit zijn watervogels die naar de bodem duiken op zoek naar voedsel. De duikers zouden onder water door de schildpad worden verschalkt, maar hier is geen enkel bewijs voor.

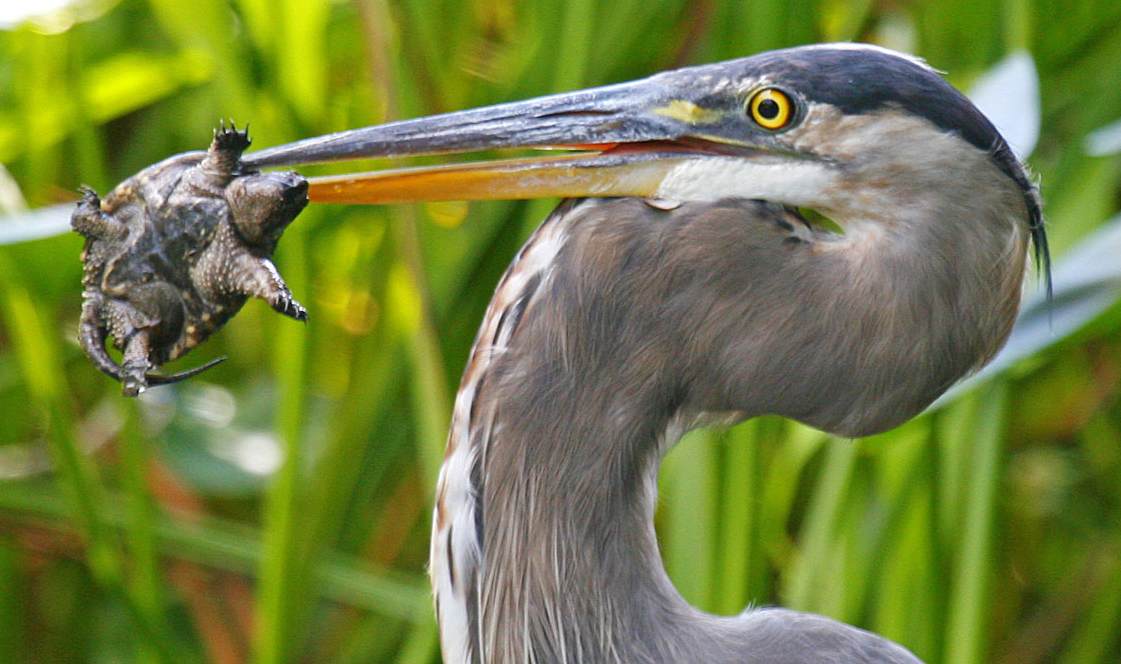
Jonge exemplaren vallen zelfs ten prooi aan vogels, hier een Amerikaanse blauwe reiger.

De bijtschildpad heeft alleen in het eerste stadium van zijn leven te vrezen van andere dieren, al is de slachting dan ook erg groot. Zo'n 90 procent van alle nesten wordt leeggeroofd door uiteenlopende roofdieren. De vrouwtjes bewaken hun nesten niet, en zetten ook geen nesten af in de buurt van krokodillennesten. Andere Noord-Amerikaanse soorten kennen dit gedrag wel, met gevaar voor eigen leven graven ze een nest uit dicht in de buurt van een krokodillennest. De eieren worden zo bewaakt door de krokodil die haar eigen kroost beschermt en ook alle vijanden van de schildpadeieren op afstand houdt. Belangrijke nestrovers binnen het natuurlijke verspreidingsgebied van de bijtschildpad zijn rovende zoogdieren zoals nertsen, ratten, stinkdieren, vossen en wasberen. Het nest van de bijtschildpad overleeft vaak de eerste 24 uur niet.
Het grootste deel van de eieren wordt dus niet eens geboren en van de jonge schildpadden die erin slagen zich uit te graven wordt het aantal in de eerste jaren nog eens flink gedecimeerd. De jonge schildpadden worden door allerlei dieren gegeten, zoals krokodilachtigen, grotere roofvissen en verschillende vogels, zoals watervogels en roofvogels. Na een paar jaar echter vindt er een omslag plaats, waarbij de schildpad niet alleen groter en zwaarder wordt maar ook steeds beter in staat is om van zich af te bijten. Als de schildpad een schildlengte heeft bereikt van ongeveer 7,5 centimeter is de totale lengte ongeveer vijftien cm en is het dier te groot om nog te worden opgegeten. Een uitzondering zijn schildpadden die op de bodem van het water in winterslaap verkeren; dergelijke exemplaren kunnen worden buitgemaakt door otters.

## Verspreiding

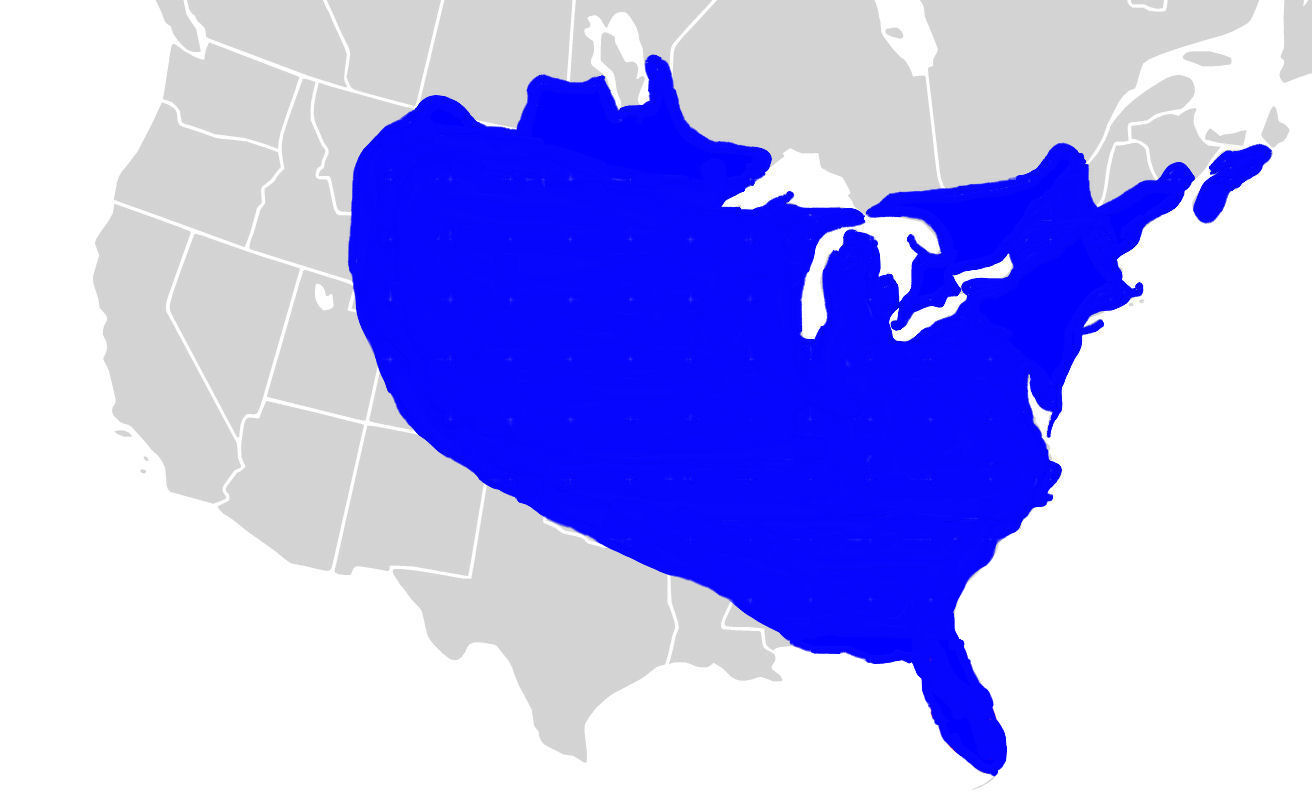
Verspreiding in Noord-Amerika

De bijtschildpad leeft in het oostelijke deel van Noord-Amerika in grote delen van de Verenigde Staten tot in het zuiden van Canada.
Het grootste deel van het verspreidingsgebied bevindt zich in de Verenigde Staten. De bijtschildpad komt in de VS voor ten oosten van de Rocky Mountains. Het gebied beslaat een groot aantal staten van het noorden tegen de grens bij Canada tot aan de grens met Mexico. De bijtschildpad komt voor in de staten: Alabama, Arizona, Arkansas, Colorado, Connecticut, Delaware, Florida, Georgia, Idaho, Illinois, Indiana, Iowa, Kansas, Kentucky, Louisiana, Maine, Maryland, Massachusetts, Michigan, Minnesota, Mississippi, Missouri, Montana, Nebraska, Nevada, New Hampshire, New Jersey, New Mexico, New York, North Carolina, North Dakota, Ohio, Oklahoma, Pennsylvania, Rhode Island, South Carolina, South Dakota, Tennessee, Texas, Utah, Vermont, Virginia, Washington, West Virginia, Wisconsin en Wyoming. In Canada komt de soort voor in de staten Nova Scotia, New Brunswick, Quebec, Ontario, Manitoba, Alberta en Saskatchewan.

### De bijtschildpad als exoot
In landen waar de soort van oorsprong niet voorkomt, zoals in de Benelux kan een losgelaten bijtschildpad goed overleven in sloot, vijver of plassengebied. Het dier kan in de vrije natuur een hoge leeftijd bereiken en erg groot worden. Voor de eigenaar kan dit een gemakkelijke manier zijn om van dit huisdier af te komen. Hoewel de schildpad in Nederland ook daadwerkelijk in de natuur is gezien, kan de soort zich hier waarschijnlijk niet handhaven en zich ontwikkelen tot een invasieve soort. Dit komt doordat de bijtschildpad eierleggend is, en de embryo's zich in meer gematigde gebieden niet kunnen ontwikkelen.
Natuurliefhebbers zijn doorgaans minder gecharmeerd van het vrijlaten van dit dier omdat zij een exoot als onnatuurlijk beschouwen. Het vrijlaten van exoten is om die reden verboden maar dit verbod is in praktijk moeilijk te handhaven. Soms onderneemt men pogingen om een vrijgelaten bijtschildpad te vangen maar dat blijkt meestal erg moeilijk.
De bijtschildpad wordt als huisdier gehouden maar omdat de schildpad erg groot en niet erg aaibaar is, wordt het dier regelmatig gedumpt. In Nederland komt een dergelijke vondst niet zelden in de media. Een aantal voorbeelden van bijtschildpadden in Nederland zijn:
- In de uiterwaarden van de IJssel bij de plaats Olst werd begin augustus 2005 een volwassen schildpad uit het water gevist door stratenmakers. Het 40-centimeter lange exemplaar werd naar de schildpaddenopvang in Almelo gebracht. Een persoon werd bij het verplaatsen gebeten door de schildpad en moest zich laten behandelen.
- Eind oktober 2006 is er ook nog een volwassen exemplaar gevangen dat zich ophield in de Alblasserwaard. Deze bijtschildpad is overgebracht naar de Delftse reptielenzoo Serpo en wordt in de volksmond 'Billy Bijtgraag' genoemd.
- Voorbijgangers hebben op 12 augustus 2008 langs de A2 bij het Limburgse Geleen een gevaarlijke bijtschildpad gevonden. Het gaat om een betrekkelijk groot exemplaar van zeventig centimeter.
- In augustus 2009 ontsnapte een vijftig centimeter lange bijtschildpad tijdens een verhuizing in Diever.[16] Deze bijtschildpad is op 14 september 2009 op drie kilometer afstand van de woning weer gevangen. Voor zover bekend zijn er geen ongelukken gebeurd tijdens de drie weken dat de bijtschildpad van zijn vrijheid genoot.

In België werd in mei 2024 een volwassen bijtschildpad aangetroffen in Brugge (Sint-Kruis). De schildpad werd door vrijwilligers van SOS Reptiel gevangen en naar een opvangcentrum gebracht.

## Relatie met de mens
De bijtschildpad speelt een bescheiden rol in de noordamerikaanse cultuur. Het vlees van de schildpad werd door de kolonisten al gegeten en ook vandaag de dag wordt de schildpad wel als wild beschouwd. Het doden van de dieren is in veel staten vaak bij wet verboden. Het vlees van de schildpad is populair en wordt gebruikt in verschillende gerechten zoals soepen en stoofpotten. De textuur van het vlees wordt omschreven als gelijkend op kip.
Ook de eieren van de schildpad worden wel gebruikt als voedsel. Ze worden dan gekookt maar vanwege de chemische eigenschappen van de eiwitten kunnen ze niet worden hardgekookt en de inhoud van het ei blijft vloeibaar. De eieren worden aangeboden tegen hoge prijzen omdat de eieren van andere schildpadden, zoals zeeschildpadden, beschermd zijn en niet mogen worden geraapt of verhandeld.
Door de Indianen, de oorspronkelijke bewoners van Noord-Amerika, werd het schild van de bijtschildpad gebruikt in verschillende ceremoniële activiteiten. De gedroogde schilden werden hiertoe van een handvat voorzien en de binnenzijde werd voorzien van droge zaden zodat een ratel-achtig instrument ontstaat.

### Gevaren

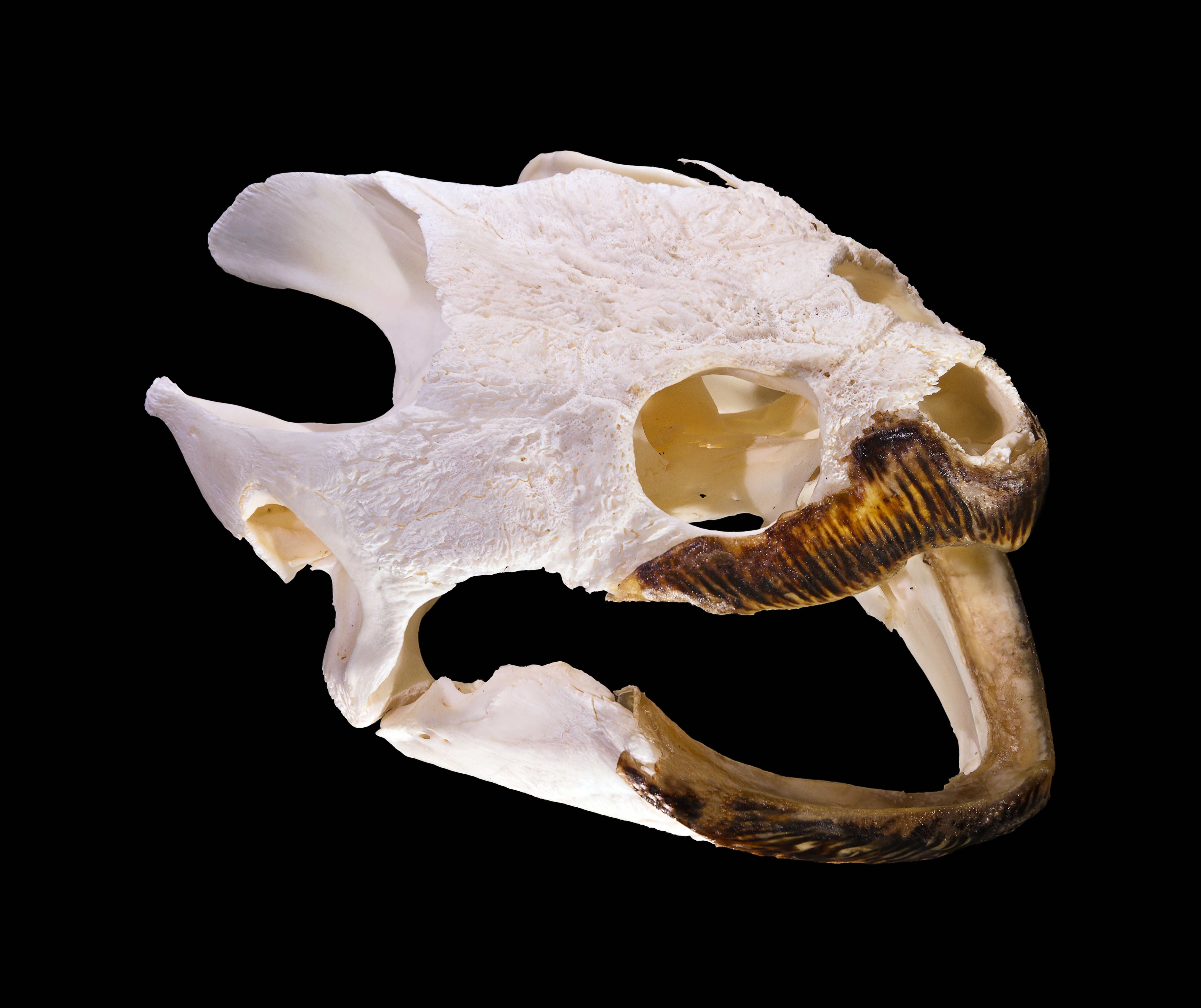
Schedel met scherpe, verhoornde bek en grote openingen voor een goede aanhechting van de kaakspieren

De bijtschildpad staat bekend als de 'pittbull' in de schildpaddenwereld en de bijterige status is te vergelijken met de 'pitbull' onder de hagedissen die ook in Noord- en Midden-Amerika leeft; het gilamonster. Deze hagedis is echter als schuw aan te merken, terwijl de bijtschildpad als ronduit agressief wordt beschouwd. Met name als het dier zich op het land bevindt, waar het kwetsbaar is, kan het zeer agressief reageren. De schildpad is berucht bij vissers die af en toe een exemplaar aan de haak slaan, waarbij de schildpad vechtlustig gedrag vertoont en fel van zich af bijt.
De kaken van de schildpad zijn scherp en door de grote kaakspieren erg krachtig, maar het belangrijkste wapen is de lange nek. Als de schildpad dreiggedrag vertoont, is de nek ingetrokken en bevindt zich vlak voor het schild. Als de schildpad vervolgens wordt benaderd, kan de nek in een reflex razendsnel en erg ver worden uitgestoken, de lengte van de nek evenaart bijna die van het schild. Het hanteren van de schildpad door het dier bij de staart op te tillen is af te raden omdat dit zeer pijnlijk is voor het dier, en deze methode kan ernstige beschadigingen aan de wervelkolom toebrengen.
Het oppakken van de schildpad is niet verstandig; door de krachtige kaken kan de schildpad ernstige verwondingen veroorzaken, ook beschikt het dier over scherpe klauwen en krachtige pootspieren. De schildpad kan de nek relatief ver uitsteken in een poging om een belager te bijten. De reikwijdte van de bek wordt vaak onderschat; de schildpad kan zijn nek achterwaarts over het schild buigen waardoor de happende bek een groter bereik heeft dan wordt verwacht. 
Door sommige bronnen wordt beweerd dat  de schildpad, die geen sterk gezichtsvermogen heeft, de voeten van badende mensen wel aanziet voor voedsel. Zwemmers zouden hierop daarom beducht moeten zijn omdat ze soms worden gebeten waarbij de tenen geheel zouden kunnen worden afgebeten. Er zijn echter geen gevallen bekend waarbij dit ooit is gebeurd. Het dier verstopt zich doorgaans eerder dan dat het mensen benadert in het water.

### In de dierenhandel
De schildpad duikt weleens op in de handel in exotische dieren maar is voor beginners absoluut ongeschikt om thuis te houden als exotisch huisdier. De bijtschildpad blijft niet klein zoals veel landschildpadden en bereikt in gevangenschap bij een goede verzorging gemakkelijk een leeftijd van 40 jaar. Dit is minstens twee keer zo oud als een gemiddelde hond of kat. Een exemplaar dat een schildlengte van 20 centimeter is gepasseerd is ronduit gevaarlijk voor kinderen of huisdieren.
Veel in gevangenschap gehouden 'huis'dieren worden daarom uiteindelijk gedumpt en kunnen een gevaar vormen voor de plaatselijke ecologie. Dit komt ook in landen voor waar het dier niet thuishoort, zoals Nederland. In 2018 trok de Stichting Schildpaddenopvang Nederland aan de alarmbel. De schildpad dook steeds vaker op in de provincie Friesland en vormde een bedreiging voor de Friese biodiversiteit vanwege het vraatzuchtige gedrag. Het Wetterskip Fryslân kreeg meldingen binnen over het dier in onder andere Grote Wielen bij de stad Leeuwarden.